# 神子島みか
神子島 みか（かごしま みか、1986年5月17日 - ）は、日本のレーシングドライバー、ファッションモデル、タレント。東京都国分寺市出身。血液型AB型。現在はジェイロック所属。
20歳頃から2013年に至るまでおよそ7年半にわたって雑誌『小悪魔ageha』に登場。レーサーの活動と併行しながらのモデル活動で、“サーキット界の浜崎あゆみ”と呼ばれている。

## 来歴
- 父はレーシングドライバーの神子島隆[1]。
- 小学2年でレーシングカートを始め、中学までにタイトルを多数獲得[1]。
- 2004年に17歳でA級ライセンス取得。
- 2005年よりFJ1600に参戦、同年のFJ1600・富士シリーズチャンピオンを獲得。
- 2007年に服部尚貴率いる「Team Naoki」に加入しスーパーFJ・鈴鹿シリーズに参戦（シリーズ2位）。
- 2008年は引き続きTeam Naokiからフォーミュラチャレンジ・ジャパン（FCJ）に参戦した。同時に、ギャル系ファッション雑誌『小悪魔ageha』のモデルを務めるようになる。
- 2009年、F4・西日本シリーズに参戦表明するものの参戦は第1戦のみ。その後、スーパーFJ・筑波シリーズにカテゴリーダウン。登録名は「DUNLOP尚貴セキグチ202」。シリーズ全6戦中4戦のみの出場ながらシリーズランキング5位となる。
- また、同年には女性版SASUKEの『KUNOICHI』に参戦。1st STAGEは敗退となり敗者復活戦に回る。敗者復活戦では20秒間の高速回転により、レーシングで鍛えた三半規管が多少やられフラフラした状態になりながらフラッグを一番に取り復活。2nd STAGEまで進んだ。
- 2010年は前年に引き続き、スーパーFJ・筑波シリーズに参戦。シリーズ全6戦中2勝を挙げるものの、2度のリタイアが響きシリーズランキングは2位。12月にツインリンクもてぎで行われたFJ日本一決定戦では9位となる。
- 2011年以降、しばらくレース活動を行わず、芸能活動に専念していた。
- 2012年にはスーパー耐久（第4戦・第6戦）にスポット参戦し、ドライバー活動を再開している。
- 2015年8月8日に入籍、妊娠を発表[3]。
- 2016年2月、第一子出産を発表[4]。

## 出演
- マラソン（tvk）
- saku saku（tvk）2008年7月18日
- 森田一義アワー 笑っていいとも!（フジテレビ）
- 中居正広の金曜日のスマたちへ（TBS）
- ありえへん∞世界（テレビ東京）
- となりの子育て（NHK教育テレビジョン）
- KUNOICHI（TBSテレビ）